# Rumæniens præsidentvalg 1996
Rumæniens præsidentvalg 1996 fandt sted den 3. november 1996. Da ingen af kandidaterne vandt mere en 50% af stemmerne blev der afholdt en anden valgrunde 17. november. Præsident Ion Iliescu tabte til Emil Constantinescu fra CDR, en alliance af det Kristelig-demokratiske Nationale Bondeparti, nationalliberalerne, og flere små partier.

## Valgresultat
| Kandidat             | Parti | Stemmer   | %      | Stemmer anden runde | %      |
| -------------------- | ----- | --------- | ------ | ------------------- | ------ |
| Emil Constantinescu  | CDR   | 3,569,941 | 28.21% | 7,057,906           | 54.41% |
| Ion Iliescu          | PSD   | 4,081,093 | 32.25% | 5,914,579           | 45.59% |
| Petre Roman          | USD   | 2,598,545 | 20.54% |                     |        |
| György Frunda        | UDMR  | 761,411   | 6.02%  |                     |        |
| Corneliu Vadim Tudor | PRM   | 597,508   | 4.72%  |                     |        |
| Gheorghe Funar       | PUNR  | 407,828   | 3.22%  |                     |        |
| Tudor Mohora         | PS    | 160,387   | 1.27%  |                     |        |
| Nicolae Manolescu    | ANL   | 90,122    | 0.71%  |                     |        |
| Adrian Păunescu      | PSM   | 87,163    | 0.69%  |                     |        |
| syv andre kandidater |       |           | <0.5%  |                     |        |

- Ion Iliescu
- Emil Constantinescu
- Petre Roman
- György Frunda
- Corneliu Vadim Tudor